# James Lightbody
James Lightbody (James Davies „Jim“ Lightbody; * 15. März 1882 in Pittsburgh; † 2. März 1953 in Charleston, South Carolina) war ein US-amerikanischer Leichtathlet und dreifacher Olympiasieger bei drei Olympiateilnahmen.

## Karriere
Im Jahre 1900 wurde Lightbody bei den Highschool-Meisterschaften des US-Bundesstaates Indiana Zweiter über die Meile. Er immatrikulierte sich in die DePaul University. Bei Wettkämpfen fiel er dem Trainer Amos Alonzo Stagg auf, der ihm versprach, aus ihm einen Olympiasieger zu machen, wenn er zur University of Chicago käme. Lightbody kam und bei den Olympischen Spielen 1904 in St. Louis gewann Lightbody die Goldmedaille im 800-Meter-Lauf vor seinen Landsleuten Howard Valentine und Emil Breitkreutz, die Goldmedaille im 1500-Meter-Lauf mit einem Weltrekord vor den beiden US-Amerikanern Frank Verner und Lacey Hearn, sowie die Goldmedaille im Hindernislauf über 2590 m vor dem Briten John Daly und dem US-Amerikaner Arthur Newton (der Lauf wurde durch einen Organisationsfehler eine Runde zu früh beendet). Außerdem gewann er die Silbermedaille mit der amerikanischen 4-mal-1-Meile-Staffel.
1905 gewann er unter anderem die AAU-Meisterschaften über 800 und 1500 Meter. Bei den Olympischen Zwischenspielen 1906 in Athen gewann er die Silbermedaille über 800 Meter, hinter dem US-Amerikaner Paul Pilgrim und vor dem Briten Wyndham Halswelle. Über 1500 Meter konnte er seinen Titel von 1904 verteidigen und gewann Gold vor dem Briten John McGough und dem Schweden Kristian Hellström.
Bei seiner dritten Olympiateilnahme, den Olympischen Spielen 1908 in London trat er erneut über 800 Meter an, kam im Vorlauf aber wegen einer Verletzung nur auf den vierten Platz und schied aus. Bei den Läufen über 1500 Meter und 3200 Meter Hindernis erging es ihm nicht besser. Auch hier kam er über den Vorlauf nicht hinaus. Beeinflusst durch Stagg, trainierte er mit intensiven Tempoläufen und einem gezielten Hanteltraining.
Von den Spielen in London ging Lightbody direkt nach Berlin, wo er bis 1911 ein Studium absolvierte und als Journalist für die Associated Press arbeitete. Dort startete er für den Berliner SC und nahm an Deutschen Meisterschaften teil. 1910 und 1911 wurde er über 800 und über 1500 Meter jeweils Deutscher Meister. Er war der erste Ausländer, der den Goldenen Adler (statt des gelben) auf dem Vereinstrikot tragen durfte.